# Subtitle Edit
Subtitle Edit – otwartoźródłowy program służący do sporządzania i edycji napisów dialogowych.
Umożliwia synchronizację, dzielenie i łączenie napisów, a także konwertowanie napisów między szeregiem formatów. Wspomaga tłumaczenie treści obcojęzycznych (za pośrednictwem usługi Tłumacz Google); pozwala także na sprawdzanie pisowni za pomocą słowników Open Office i zgrywanie napisów z płyt DVD. Do dyspozycji użytkownika pozostawiono również możliwość nakładania na tekst prostych efektów.
Program oferuje obsługę popularnych formatów – SubRip (.srt), BBC iPlayer (.xml), DVD Studio Pro (.stl), DVD Subtitle (.sub), MicroDVD (.sub), MPlayer2 (.mpl), Sub Station Alpha (.ssa), SubViewer 2.0 (.sub), SAMI (.smi), TMPlayer (.txt) oraz systemów kodowania –  ANSI, UTF-7/8, Unicode.